# Mikroregion Litoral Lagunar

Mikroregion Litoral Lagunar

Mikroregion Litoral Lagunar – mikroregion w brazylijskim stanie Rio Grande do Sul należący do mezoregionu Sudeste Rio-Grandense. Ma powierzchnię 9.414,5 km²

## Gminy
- Chuí
- Rio Grande
- Santa Vitória do Palmar
- São José do Norte